# Toyota Sera

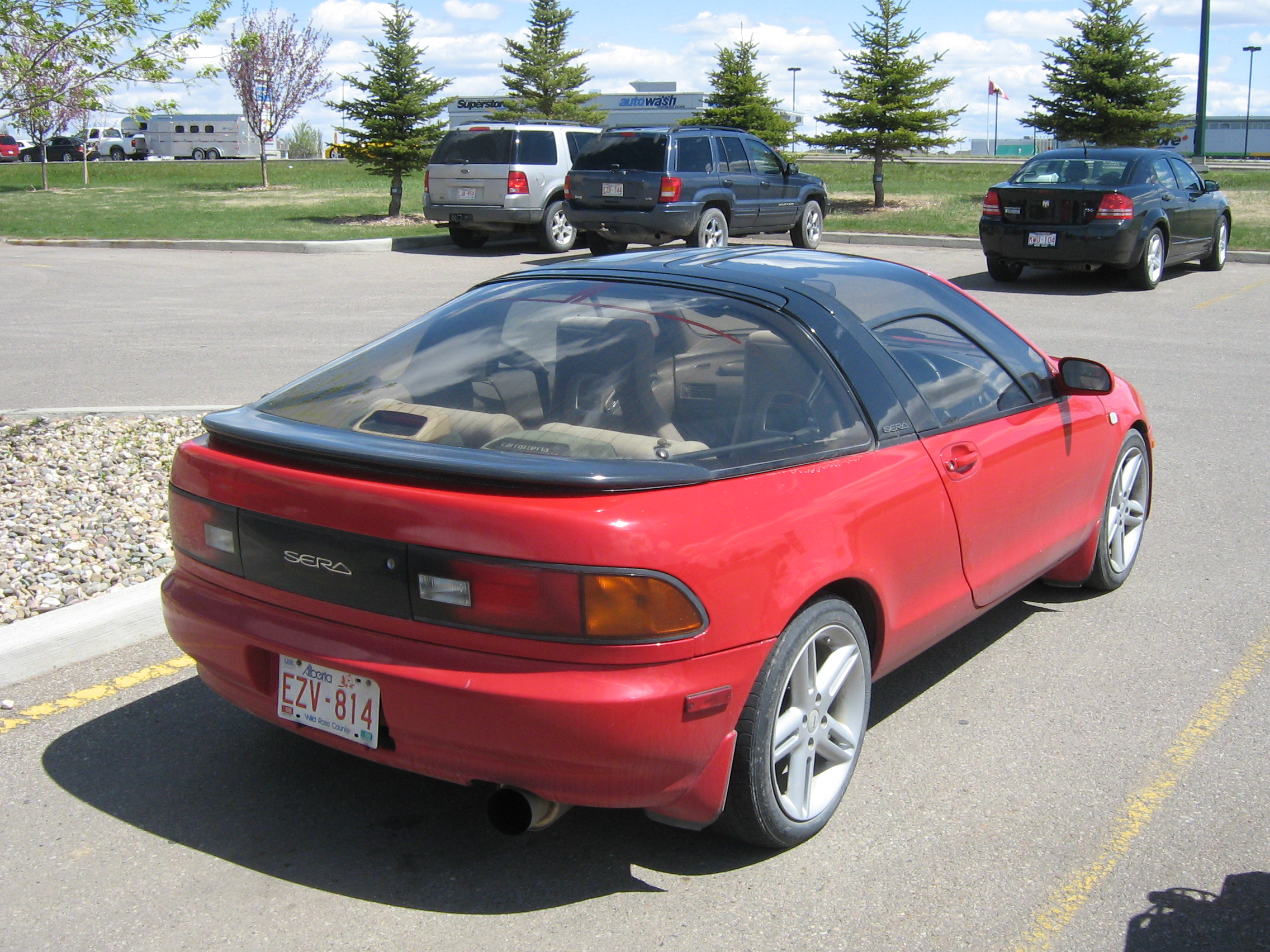
Parte traseira do Toyota Sera.

O Toyota Sera é um carro desportivo compacto que foi construído pela Toyota desde 1990 a 1995. O Sera tem carroçaria hatchback com duas portas borboleta e quatro lugares. Começou a ser produzido para o mercado japonês, despertou interesse no exterior e desde então tem sido importado por entusiastas de automóveis em vários países; alcançou o Reino Unido, Canadá, Índia, Nova Zelândia, África do Sul e outros países ao redor do mundo.

## História
O Toyota Sera foi criado com base no protótipo Toyota AXV-II e é o único veículo Toyota que foi produzido em série com portas borboleta. Além disso, o teto de vidro se destaca no design deste carro. 
O nome Sera deriva do verbo francês ser (tempo futuro), e refere-se ao design futurista do modelo. 
Entre 1990 e 1995 foram produzidas somente entre 15500 e 15941 unidades do Sera.

## Mecânica
Todos os carros estavam equipados com motor de quatro cilindros em linha de 1496 cc 5E-FHE, com 16 válvulas e 110 HP de potência, localizado transversalmente. Tinham a opção de uma caixa de câmbio automática de 4 velocidades ou uma caixa manual de 5 velocidades.
Os carros têm freios a disco nas rodas dianteiras e freios a tambor nas rodas traseiras.